# Theretra argentata
Theretra argentata är en fjärilsart som beskrevs av Butler 1875. Theretra argentata ingår i släktet Theretra och familjen svärmare. Inga underarter finns listade i Catalogue of Life.